# Elizabeth Ann Everest
Elizabeth Ann Everest (c. 1832, Chatham, Kent - 3 de julho de 1895, Finsbury Park, North London) foi uma babá de Winston Churchill, e uma figura importante na sua vida precoce.
Os pais de Churchill, Lorde Randolph Churchill e Jennie Jerome Churchill, eram muito ativos na sociedade, mas emocionalmente distante, mesmo negligente, de seu filho. Ela se tornou muito próxima com sua babá, a senhora Everest, e se dirigiu a ela como "Woom", que em sua infância foi o mais próximo que podia chegar a dizer "mulher". Ela nasceu em Chatham, Kent, Inglaterra. Tanto quanto se sabe, ela nunca foi casado, por isso o "Mrs." pode muito bem ter sido um título honorário, como era o costume para babás na época. Churchill escreveu em sua autobiografia, A Minha Juventude . "Eu amava minha mãe caro - mas a uma distância minha enfermeira era minha confidente a Sra. Everest era que cuidou de mim e entendia todos os meus desejos Foi para ela que eu derramado todos os meus muitos problemas. Antes que ela veio até nós, ela tinha trazido por doze anos uma garotinha chamada Ella, a filha de um clérigo que morava em Cumberland". A Sra. Everest entrou em serviço com a família Churchill no início de 1875, alguns meses após o nascimento de Winston, e permaneceu com a família até 1893, quando ela foi deixar de ir. O biógrafo William Manchester escreveu que seu disparo foi tratado de forma abrupta e mal, dado o seu serviço de longo e dedicado à família.
A Sra Everest morreu de peritonite em 03 de julho de 1895 na casa de sua irmã, em 15 Crouch Hill, Finsbury Park, North London.